# Totor
Totor är en belgisk seriefigur skapad av Hergé (Georges Remi). Serien Totor, lämlarnas patrulledare publicerades mellan 1926 och 1929.
Under tonåren var Georges Remi en aktiv och hängiven scout, och det var också i en scouttidning, Le Boy-Scout Belge (den belgiske scouten), som han fick sina första serier publicerade under signaturen "Hergé". Den första serien hette i svensk översättning Totor, lämlarnas patrulledare och handlade om en belgisk scout på äventyr. Totor var mycket lik den tidiga Tintin, en Tintin utan hårtofs och hund skulle man kunna säga. Totor anses vara en föregångare till Tintin.

## Svensk utgivning
- 1975: Från Hergés arkiv[2][3] ISBN 91-510-0675-8
- 1999: Hergé – Samlade verk, band 1[4][5] ISBN 91-638-1402-1